# 日本基礎老化学会
日本基礎老化学会（にほんきそろうかがっかい、英文名 Japan Society for Biomedical Gerontology）は、老化の基礎的研究の振興を図ることを目的として1981年に日本老年学会の単位学会として設立された（前身の基礎老化研究会の設立は1977年）。事務局をパレスサイドビル毎日学術フォーラム内に置いている。 

## 事業
- 学術会議の開催、機関誌・図書等の刊行など[2]

## 機関誌
- 『基礎老化研究』（Biomedical Gerontology） 年4回

## 関連学会
- 日本老年医学会
- 日本老年歯科医学会
- 日本老年精神医学会
- 日本老年社会科学会
- 日本ケアマネジメント学会